# Aleuronudus bondari
Aleuronudus bondari là một loài côn trùng cánh nửa trong họ Aleyrodidae, phân họ Aleurodicinae.
Aleuronudus bondari được Costa Lima miêu tả khoa học đầu tiên năm 1928.